# Odhneria
Odhneria is een geslacht van kreeftachtigen uit de klasse van de Malacostraca (hogere kreeftachtigen).

## Soort
- Odhneria odhneri Travassos, 1921